# Sławina
Sławina lub Sławiena (łac. Slavina) – księżna obodrzycka, żona dwóch książąt obodrzyckich: Kruta i Henryka.

## Życiorys
Sławinę znana jest właściwie z jednego źródła – kronikarza Helmolda. Żyła ona na przełomie XI i XII stulecia.

Gdy Krut opadł na siłach skutkiem starości, Obodryci zostali kilkukrotnie zaatakowani przez pretendenta do tronu, syna zamordowanego księcia Gotszalka, Henryka, popieranego przez Danię i Saksonię. Krut próbował się z nim porozumieć, dzieląc się władzą. Jednak według kronikarza jej mąż dybał na życie Henryka, ale ten unikał zasadzek dzięki pozyskaniu żony Kruta. Kronika Słowian następująco opisuje te wydarzenia: 

Albowiem pani Sławina, żona Kruta, często go przestrzegała i uprzedzała o zgotowanych nań zasadzkach. W końcu zniechęcona do męża - starca zapragnęła, jeśli to możliwe, wyjść za mąż za Henryka. Przeto za namową tejże kobiety Henryk zaprosił Kurta na ucztę. A kiedy gość nadużywszy alkoholu opuszczał w nietrzeźwym stanie dom, w którym ucztował, pewien Duńczyk uderzył go siekierą i jednym ciosem odciął głowę. Potem pojął Henryk Sławinę za żonę i otrzymał księstwo i ziemię.

Śmierć Kruta miała miejsce prawdopodobnie w roku 1093 lub wiosną 1105. Brak w źródłach informacji o jej dalszych losach.

## Rodzina
Według zapisków duńskiego historyka Corneliusa Hamsforta, jej ojcem był Świętobór, książę pomorski. Według historiografii do XIX wieku – jako córka Świętobora była prawdopodobnie siostrą: Warcisława I, Racibora I, Świętopełka nakielskiego oraz bliżej nieokreślonego Bogusława. Genealog Edward Rymar w Rodowodzie książąt pomorskich odrzucił tę hipotezę, choć podtrzymał bliższe pokrewieństwo Świętobora z pierwszymi trzema filiacjami.
Była żoną księcia obodrzyckiego Kruta, a po jego zamordowaniu Henryka Gotszalkowica.
Mogła być matką dwóch młodszych synów swojego drugiego męża Henryka: Świętopełka i Kanuta. 